# Franz Viehböck
Franz Artur Viehböck (Viena, 24 de agosto de 1960) es un ingeniero eléctrico de Austria, fue el primer astronauta austríaco.

## Biografía
Junto con Clemens Lothaller, fue seleccionado para el proyecto espacial soviético-austriaco Austromir 91. Después de dos años de formación fue elegido para la misión que se puso en marcha el 2 de octubre de 1991, junto con el cosmonauta ruso Alexander Volkov y el kazajo Aubakirov Toktar en el Soyuz TM-13 desde el cosmódromo de Baikonur.
En la estación espacial Mir se llevaron a cabo 15 experimentos en los campos de la medicina, la física y la tecnología espacial, junto con los cosmonautas Anatoly Artsebarsky y Serguéi Krikaliov. Viehböck regresó después de 7 días y 22 horas en el Soyuz TM-12, aterrizó en Kazajistán el 10 de octubre.
En los dos años siguientes dio numerosas conferencias sobre la misión, se fue a los Estados Unidos y trabajó para Rockwell. Cuando Rockwell fue adquirida por Boeing se convirtió en director de Desarrollo de Negocios Internacionales en Viena. Más tarde fue asignado coordinador de tecnología de Baja Austria.
Viehböck reside en Berndorf, Baja Austria. Está casado, su hija Carina nació durante su misión espacial.